# Liste de jeux Game & Watch
Liste des jeux Game & Watch, triés par ordre alphabétique, avec le type de modèle et la date de sortie.
- Haut – A
- B
- C
- D
- E
- F
- G
- H
- I
- J
- K
- L
- M
- N
- O
- P
- Q
- R
- S
- T
- U
- V
- W
- X
- Y
- Z

## B
- Balloon Fight (Crystal Screen, novembre 1986)
- Balloon Fight (New Wide Screen, mars 1988)
- Ball (Silver, 28 avril 1980)
- Black Jack (Multi Screen, 15 février 1985)
- Bombsweeper (Multi Screen, juin 1987)
- Boxing (Micro VS., 31 juillet 1984)

## C
- Chef (Wide Screen, 8 septembre 1981)
- Climber (Crystal Screen, juillet 1986)
- Climber (New Wide Screen, mars 1988)
- Crab Grab (SuperColor, 21 février 1984)

## D
- Donkey Kong (Multi Screen, 3 juin 1982)
- Donkey Kong II (Multi Screen, 7 mars 1983)
- Donkey Kong Jr. (New Wide Screen, 26 octobre 1982)
- Donkey Kong Jr. (Tabletop, 28 avril 1983)
- Donkey Kong Jr. (Panorama, 7 octobre 1983)
- Donkey Kong 3 (Micro VS., 20 août 1984)
- Donkey Kong Circus (Panorama, septembre 1984)
- Donkey Kong Hockey (Micro VS., 13 novembre 1984)

## E
- Egg (Wide Screen, 9 octobre 1981)

## F
- Fire Attack (Wide Screen, 26 mars 1982)
- Fire (Silver, 31 juillet 1980)
- Fire (Wide Screen, 4 décembre 1981)
- Flagman (Silver, 5 juin 1980)

## G
- Goldcliff (Multi Screen, octobre 1988)
- Greenhouse (Multi Screen, 6 décembre 1982)

## H
- Helmet (Gold, 21 février 1981)

## J
- Judge (Silver, 4 octobre 1980)

## L
- Life Boat (Multi Screen, octobre 1983)
- Lion (Gold, 29 avril 1981)

## M
- Manhole (Gold, 29 janvier 1981)
- Manhole (New Wide Screen, 24 août 1983)
- Mario Bros. (Multi Screen, 14 mars 1983)
- Mario's Bombs Away (Panorama, 10 novembre 1983)
- Mario's Cement Factory (New Wide Screen, 16 juin 1983)
- Mario's Cement Factory (Tabletop, 28 avril 1983)
- Mario the Juggler (New Wide Screen, octobre 1991)
- Mickey and Donald (Multi Screen, 12 novembre 1982)
- Mickey Mouse (Panorama, février 1984)
- Mickey Mouse (Wide Screen, 9 octobre 1981)

## O
- Octopus (Wide Screen, 16 juillet 1981)
- Oil Panic (Multi Screen, 28 mai 1982)

## P
- Parachute (Wide Screen, 19 juin 1981)
- Pinball (Multi Screen, 5 décembre 1983)
- Popeye (Panorama, 30 août 1983)
- Popeye (Tabletop, août 1983)
- Popeye (Wide Screen, 5 août 1981)

## R
- Rain Shower (Multi Screen, août 1983)

## S
- Safebuster (Multi Screen, janvier 1988)
- Snoopy (Tabletop, 5 juin 1983)
- Snoopy (Panorama, 30 août 1983)
- Snoopy Tennis (Wide Screen, 28 avril 1982)
- Spitball Sparky (SuperColor, 7 février 1984)
- Squish (Multi Screen, avril 1986)
- Super Mario Bros. (Crystal Screen, juin 1986)
- Super Mario Bros. (New Wide Screen, mars 1988)

## T
- Tetris Jr. (Crystal Screen, jamais sorti)[1], [2], [3]
- Tropical Fish (New Wide Screen, juillet 1985)
- Turtle Bridge (Wide Screen, 1er février 1982)

## V
- Vermin (Silver, 10 juillet 1980)

## Z
- Zelda (Multi Screen, août 1989)